# Масове викрадення в Ігуалі
17°33′13″ пн. ш. 99°24′37″ сх. д. / 17.55361° пн. ш. 99.41028° сх. д.
26 вересня 2014 року 43 хлопців-студентів із коледжу Escuela Normal Rural de Ayotzinapa зникли безвісти в місті Ігуала, штат Герреро, Мексика. За офіційними даними, вони захопили кілька автобусів і вирушили в Ігуалу, аби цього дня провести акцію протесту на конференції на чолі з дружиною мера. У дорозі місцеві поліцейські їх перехопили, внаслідок чого відбулася стрілянина. Подробиці цих та подальших подій лишаються нез'ясованими. Але офіційне розслідування прийшло до висновку, що після сутички студенти були затримані, а потім передані до місцевого кримінального синдикату «Об'єднані воїни», які, ймовірно, вбили студентів. За даними мексиканської влади, мер Ігуали Хосе Луїс Абарка Веласкес і його дружина Марія де лос Анхелес Пінеда Вілья спланували викрадення.
Після інциденту мер та його дружина втекли, однак через місяць їх знайшли та арештували в Мехіко. Також втік і начальник поліції Ігуали Феліпе Флорес Веласкес, і до цього часу не знайдений. Викрадення та вбивство студентів викликало заворушення в деяких частинах Герреро, протестувальники нападали на урядові будівлі. Внаслідок протестів губернатора штату Анхель Аґірре Ріверо подав у відставку. Події навколо трагедії в Ігуалі спричинили гучний скандал та порушили питання політичної та громадської безпеки. Це призвело до загальнонаціональних протестів, зокрема, в штаті Герреро і в Мехіко, та міжнародне засудження.
7 листопада 2014 року мексиканський Генеральний прокурор Хесус Мурільйо Карам дав пресконференцію. На ній він оголосив про віднайдення кількох пластикових мішків із людськими тілами. З його слів, можливо це і є безвісти зниклі студенти. Трупи знайшли на березі річки в місті Кокула, штат Герреро. З-поміж мертвих тіло одного вдалося достеменно ідентифікувати завдяки дослідженням в Австрії на базі Інсбруцького університету.
У справі арештували 80 підозрюваних, серед яких 44 були поліцейськими.